# Coupe de la Ligue d'Algérie féminine de football 2017-2018
Navigation
Coupe de la Ligue 
2016-2017 Coupe de la Ligue 
2018-2019
La Coupe de la Ligue algérienne de football féminin 2017-2018 est la deuxième édition de la Coupe de la Ligue d'Algérie de football. Cette compétition est ouverte à tous les clubs algériens de football féminin participants au Championnat d'Algérie de football féminin. L'ASE Alger Centre est le tenant du titre.
La finale a lieu le dimanche 8 mars 2018.

## Huitièmes de finale
| Date       | Club                | Score               | Club             |
| ---------- | ------------------- | ------------------- | ---------------- |
| 26/01/2018 | COTS Tiaret         | 0 - 7               | JF Khroub        |
| 26/01/2018 | FC Bejaia           | 1 - 3               | CF Akbou         |
| 27/01/2018 | ESF Amizour         | 0 – 3               | ESFOR Touggourt  |
| 27/01/2018 | FJ Skikda           | 1 – 0               | AS Oran Centre   |
| 27/01/2018 | ARTSF Tebessa       | 0 – 0 (4 – 5) t.a.b | AS Intissar Oran |
| 27/01/2018 | MZ Biskra           | –                   | AC Biskra        |
| 27/01/2018 | AS Sûreté Nationale | 1 – 0               | AFAK Relizane    |
| 27/01/2018 | FC Constantine      | 0 – 2               | ASE Alger Centre |

### Quarts de finale
| Date | Club | Score | Club |
| ---- | ---- | ----- | ---- |
|      |      | -     |      |
|      |      | -     |      |
|      |      | –     |      |
|      |      | –     |      |

### Demi-finales
| Date | Club | Score | Club |
| ---- | ---- | ----- | ---- |
|      |      | -     |      |
|      |      | -     |      |

### Finale
| Date | Club | Score | Club |
| ---- | ---- | ----- | ---- |
|      |      | -     |      |